# IC 4592
IC 4592, ou la Nébuleuse de la Tête de Cheval bleue, est une nébuleuse par réflexion située à environ 400 années-lumière de la Terre dans la constellation du Scorpion.
Les nébuleuses par réflexion  sont composées de très fines poussières sombres qui apparaissent bleu lorsqu'elles diffusent la lumière d'étoiles énergétiques proches.
Ici la source lumineuse révélant IC 4592 provient de l'étoile N Scorpii une étoile géante bleue de magnitude 4.23, visible à l’œil nu depuis la Terre. La Nébuleuse a une forme allongée dont le bord Sud-Ouest est sombre et contrasté.
IC 4592 est située au-dessus de l'écliptique près de la limite avec la Balance (constellation), seule la photo révèlera sa couleur bleutée.